# Psaenythia quadrifasciata
Psaenythia quadrifasciata är en biart som beskrevs av Heinrich Friese 1908. Psaenythia quadrifasciata ingår i släktet Psaenythia och familjen grävbin. Inga underarter finns listade i Catalogue of Life.